# Regering-Darlan
De regering-Darlan was de regering van Vichy-Frankrijk van 9 februari 1941 tot 18 april 1942. François Darlan volgde  Pierre-Étienne Flandin op. 

## Samenstelling
- François Darlan – Vice-president van de Raad, minister van Buitenlandse Zaken, Marine en Binnenlandse Zaken
- Jean Bergeret – Minister van Luchtvaart
- Charles Huntziger – Minister van Oorlog
- Jérôme Carcopino – Minister van Onderwijs en Jeugd
- Jacques Chevalier – Minister  van Gezin en Volksgezondheid
- Charles Platon – Minister van Koloniën
- Joseph Barthélemy - Minister van Justitie en Grootzegelbewaarder
- Yves Bouthillier – Minister van Financiën en Nationale Economie
- Pierre Pucheu – Minister van Industriële Productie
- René Belin – Minister van Arbeid
- Jean Berthelot – Minister van Communicatie
- Pierre Caziot – Minister van Landbouw
- Jean Achard – Minister van Voedselvoorziening
- Henri Moysset – Minister van Staat
- Lucien Romier – Minister van Staat

## Wijzigingen
- 17 juli 1941 – Pierre Caziot volgde Jean Achard op als minister van Voedselvoorziening en combineerde het met zijn functie van minister van Landbouw.

- 11 augustus 1941
  - François Darlan – Vice-president van de Raad, minister van Nationale Defensie, Buitenlandse Zaken en Marine
  - Pierre Pucheu – minister van Binnenlandse Zaken
  - Henri Moysset – Minister van Staat
  - Jean Romier – Minister van Staat
  - Paul Charbin – Minister van Voedselvoorziening
  - Serge Huard verving Jacques Chevalier als minister van Gezin en Volksgezondheid
  - François Lehideux – Minister van Industriële Productie

- 12 november 1941 – François Darlan volgt Huntziger na diens dood op als minister van Oorlog